# Canton (Ohio)
Canton es una ciudad ubicada en el condado de Stark en el estado estadounidense de Ohio. En el censo de 2010 tenía una población de 73 007 habitantes y una densidad poblacional de 1106,37 personas por km².
Se encuentra a unos 36 km al sur de Akron y 90 km al sur de Cleveland.
Fue fundado en 1805 sobre las ramas Oeste y Media del Nimishillen Creek. Los numerosos ramales ferroviarios que confluyen en Canton favorecieron su desarrollo como centro manufacturero. Al declinar la industria pesada, la industria local se diversificó en áreas de servicios, incluyendo comercio, educación, finanzas, y salud.

## Geografía
Canton se encuentra ubicada en las coordenadas 40°48′28″N 81°22′2″O / 40.80778, -81.36722. Según la Oficina del Censo de los Estados Unidos, Canton tiene una superficie total de 65,99 km², de los cuales 65,95 km² corresponden a tierra firme y (0,06 %) 0,04 km² es agua.

## Celebridades
- El músico Boz Scaggs nació aquí.
- El músico Marilyn Manson nació aquí.

## Demografía
Según el censo de 2010, había 73 007 personas residiendo en Canton. La densidad de población era de 1106,37 hab./km². De los 73 007 habitantes, Canton estaba compuesto por el 69,11 % blancos, el 24,2 % eran afroamericanos, el 0,48 % eran amerindios, el 0,35 % eran asiáticos, el 0,05 % eran isleños del Pacífico, el 1,01 % eran de otras razas y el 4,81 % pertenecían a dos o más razas. Del total de la población el 2,6 % eran hispanos o latinos de cualquier raza.